# 冯硕
冯硕（1986年8月9日—），内蒙古通辽人。本科毕业于吉林大学，硕士毕业于中国传媒大学。中央广播电视总台主持人。

## 生平
1986年8月9日，冯硕出生在内蒙古自治区通辽市。冯硕毕业于吉林大学和中国传媒大学。2007年，冯硕加入吉林人民广播电台出任播音员，主持《976城乡咨询联播》、《玩转976》、音乐节目《976音乐先锋榜》。2009年8月，冯硕转入绍兴广播电视总台出任播音员，主持《绍兴新闻联播》、《第一热线》、《冯硕会客厅》。2011年4月，冯硕加入广西电视台都市频道出任播音员，主持《都市那点事》。同年10月，冯硕转入海南广播电视总台新闻频道，主持《海评面》、《说法》、《一周关注》以及博鳌亚洲论坛特别节目《硕眼看博鳌》。2021年4月，冯硕加入中国中央电视台综合频道任《今日说法》主持人。2021年7月16日，冯硕入选中央广播电视总台主持人名单。

## 主持栏目
- 《今日说法》